# 毛無峠 (長野県・群馬県)
毛無峠（けなしとうげ）は、長野県上高井郡高山村と群馬県吾妻郡嬬恋村を跨ぐ峠。上信スカイラインから繋がる、群馬県道・長野県道112号大前須坂線の不通区間の端点に位置する。標高1,823m。中央分水界通過点。

## 概要
「毛無」の名のとおり、辺りには木々が少なく、地面がむき出しの荒涼とした場所もある。明治時代までは原生林が茂っていたが、1916年（大正5年）より開始された硫黄の採掘に際し、精錬の燃料として用いるために樹木を伐採したことと、精錬時に発生する亜硫酸瓦斯が吹き付けられて樹木が枯れてしまい、附近一帯がはげ山になった。
群馬側には未舗装路が続き、ジロー坂と呼ばれるつづら折を下った先には1971年まで採掘していた北海道硫黄株式会社の小串鉱山の跡がある。当時の名残として、峠の東側には硫黄製品や資材を搬送した索道跡が残されている。最盛期には2000人を超える人々が暮らしていたが、1937年（昭和12年）11月11日に大規模な地すべり災害（山津波）が発生し245名が死亡した。精錬所の火が燃え広がり、火薬を貯蔵していたため大規模爆発が起こった。
峠には、眺望や鉱山跡を求めて訪れる者や、登山者などが訪れる。至近の破風岳、毛無山～御飯岳まで登山道が繋がっている。眺めは良いが霧が発生しやすい。群馬県の県境で通行止めとなる。閉山している小串鉱山の跡から、かつて硫黄を採掘していた放置されている坑道より、致死量の亜硫酸瓦斯が噴出して居る為に、危険であると云う。
インターネット上では群馬県を「グンマー帝国」と呼び、「秘境」「未開の地」などと揶揄するネットスラングがあるが、毛無峠の荒涼とした風景と県境にある立ち入り禁止などの看板がスラングの内容とマッチして話題となり、人気ドライビングスポットとなっている。2025年に群馬県が県境看板を更新した際には、現地の雰囲気を損なわないよう、劣化したような加工を施したものを設置している。

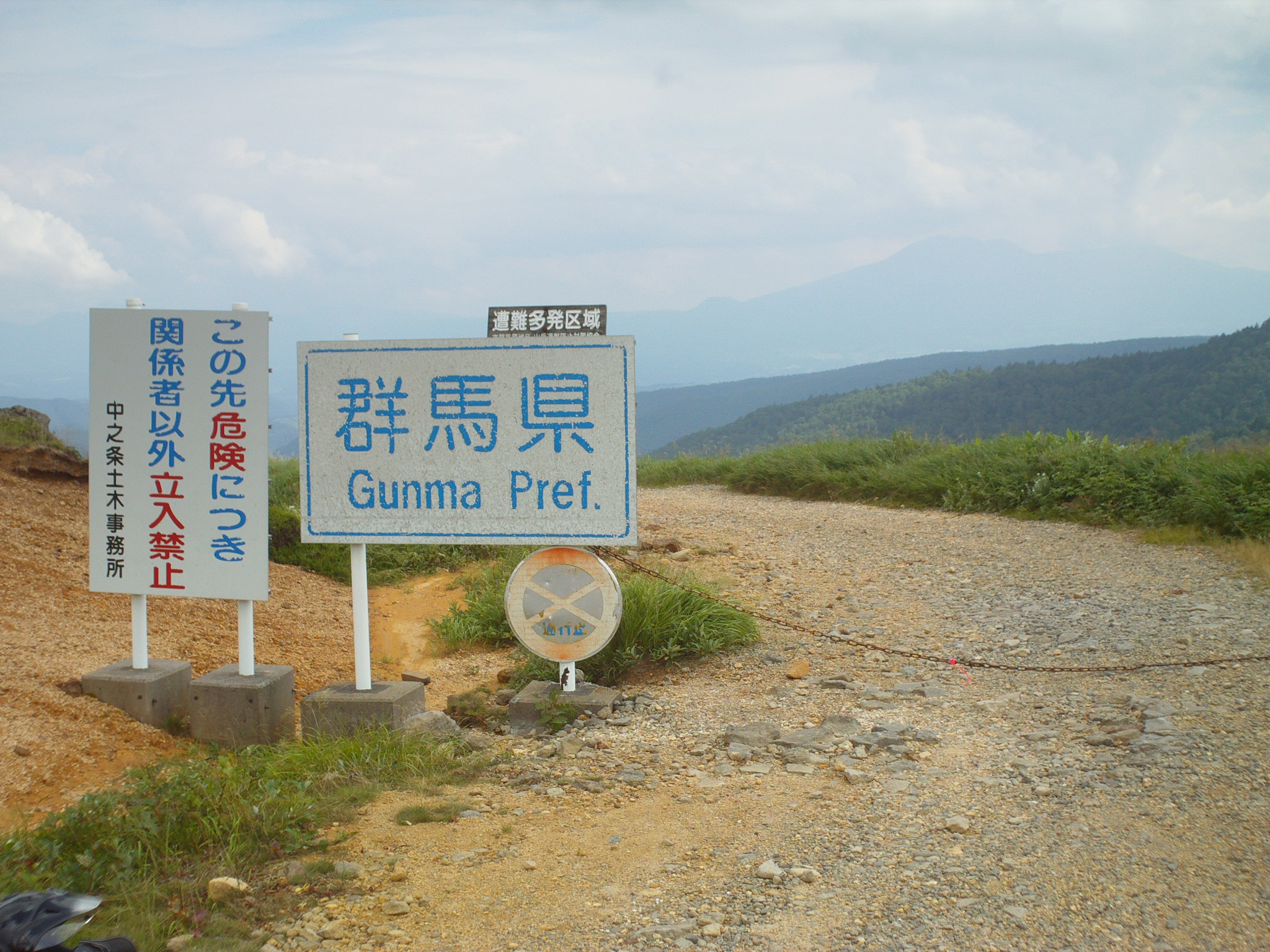
峠の県境表示(2011年)
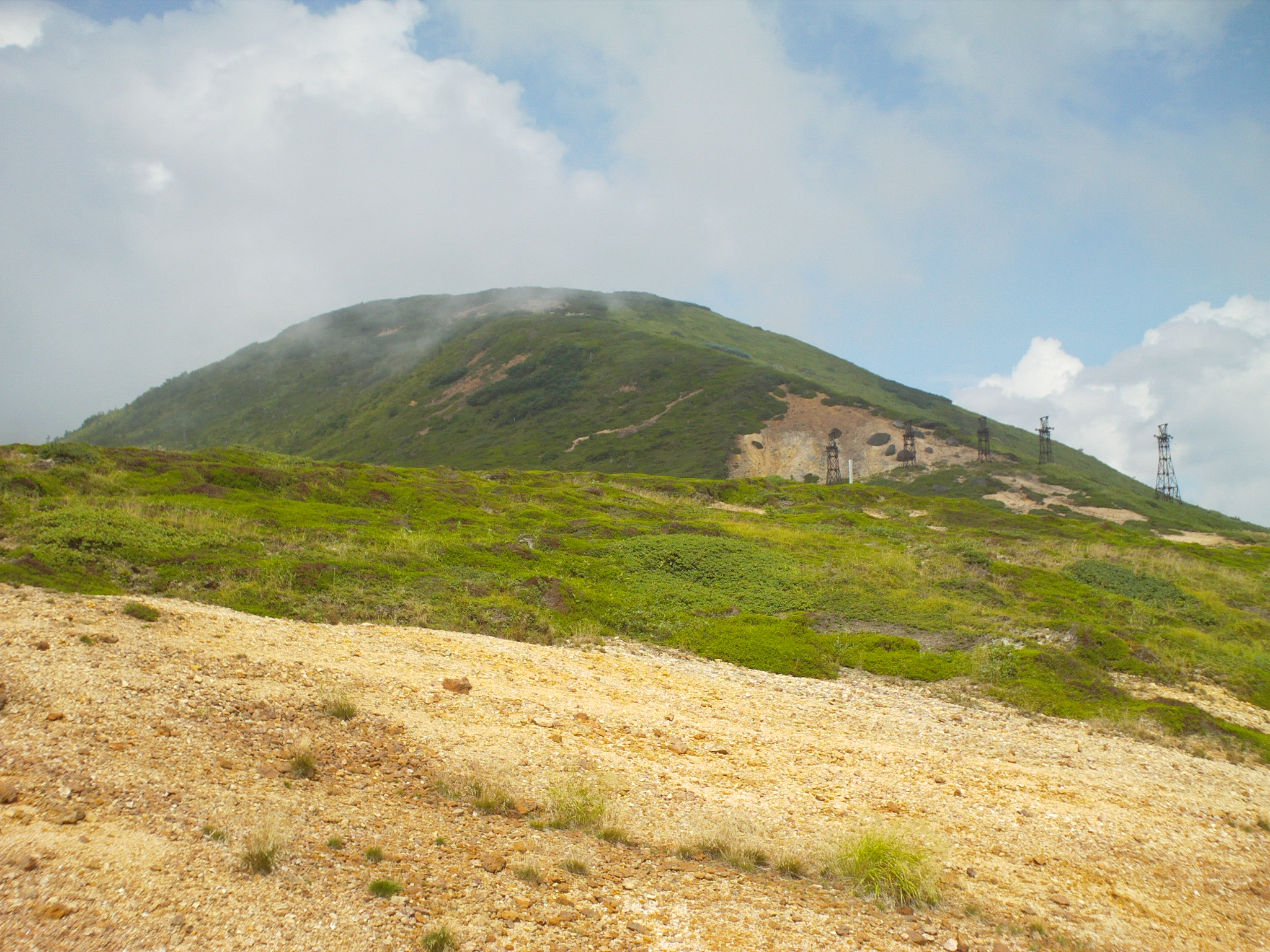
峠を越える索道跡と毛無山

## アクセス
毎年11月中旬から5月中旬までは万座道路が冬季閉鎖となる。長野須坂方面（西側）からも万座方面（東側）からもアクセスできる。
草津方面から峠を目指す場合は、国道292号が草津白根火山の活動状況によって夜間の通行制限が行われることがある。